# Кастело Сант'Антонио (Модена)
Кастело Сант'Антонио је насеље у Италији у округу Модена, региону Емилија-Ромања.
Према процени из 2011. у насељу је живело 52 становника. Насеље се налази на надморској висини од 19 м.